# Длинноусая дианема
Длинноусая дианема, или бронзовая дианема (лат. Dianema longibarbis) — вид лучепёрых рыб из семейства панцирных сомов.

## Внешний вид
Длинноусая дианема вырастает в длину до 10 см. Основной окрас от светло-бежевого до красноватого. На теле многочисленные темные пятна, которые образуют продольную линию посередине тела и расходящиеся от неё под углом поперечные линии. Плавники прозрачные, коричневато-желтые, лучи темнее. Половой диморфизм выражен неясно, самцы имеют несколько более удлиненные лучи грудных плавников, они стройнее самок.

## Ареал
Северная часть Южной Америки. Распространен в водах бассейна Амазонки. Держатся у побережья водоемов с медленным течением и в девственных лесах, в озерах с илистым дном.

## Условия содержания
Содержатся группами в просторных аквариумах. Можно содержать в общем аквариуме с укрытиями и зарослями, создающими местами полумрак. Параметры воды: температура 22—28 °C, жёсткость 5—20 °dH, водородный показатель pH 6—7,5.
Длинноусые дианемы — миролюбивые рыбы, часто держатся группой в нижнем и средних слоях воды. В поисках пищи активно взмучивают грунт, туда же могут зарываться при испуге. В природе часто соседствует с родственным видом — полосатохвостой дианемой (Dianema urostriatum).
Корм: живой, заменители.

## Разведение
Половая зрелость 1—1,5 года.
Нерест стимулирует понижение атмосферного давления и снижение температуры воды на 2—4 °C.
В природе отыскивают спокойные участки водной поверхности, затененные прибрежной растительностью. Самцы строят пенные гнезда на нижней стороне широколистых растений. В неволе нерестилище им могут заменить перевернутые вверх дном пластиковые тарелки диаметром 20 см, повешенные под поверхностью. Самка откладывает в гнездо от 300 до 600 желтоватых икринок диаметром 1,5 мм. Гнездо охраняет самец. 
Бывают случаи, когда самец начинает поедать икру, поэтому тарелки с икрой лучше перенести в отдельные сосуды. Вода в них должна соответствовать следующим параметрам: 24 °C, pH 7,0, dGH 8—10°,dKH менее 2°. Воду можно слегка подкрасить метиленовой синькой. 
Инкубационный период длится 5 дней. Случается, что некоторые эмбрионы не могут прорвать оболочки икринки. Им можно помочь легкими ударами по оболочке концом гусиного пера. Мальки начинают плавать через сутки, когда рассосётся желточный мешок. 
Начальный корм — артемия и коловратки. Первые дни молодь весьма чувствительна к присутствию в воде белковых веществ и падению температуры, подвержена частому нападению плесеневых грибков, что может привести к гибели рыб. Избежать этого можно фильтрованием воды через активированный уголь и частой сменой приблизительно половины объема старой воды. С течением времени восприимчивость мальков к неблагоприятным воздействиям снижается до минимума.